# Cephaloglypta murinanae
Cephaloglypta murinanae là một loài tò vò trong họ Ichneumonidae.